# Ана Салас Лосано
Ана Салас Лосано (ісп. Ana Salas Lozano; нар. 1 січня 1972) — колишня іспанська тенісистка.
Найвищу одиночну позицію світового рейтингу — 275 місце досягла 19 квітня 1999, парну — 326 місце — 5 січня 1998 року.
Здобула 4 одиночні титули туру ITF WTA ATP.

## Фінали ITF

### Одиночний розряд: 8 (4–4)
| Результат | Ранг | Дата            | Турнір                      | Покриття | Суперниця                  | Рахунок       |
| --------- | ---- | --------------- | --------------------------- | -------- | -------------------------- | ------------- |
| Перемога  | 1.   | 29 квітня 1996  | Балагер (Іспанія), Іспанія  | Ґрунт    | Патрісія Азнар             | 6–2, 6–4      |
| Поразка   | 1.   | 26 жовтня 1997  | Сеута, Іспанія              | Тверде   | Бахія Мухтассен            | 2–6, 6–2, 5–7 |
| Поразка   | 2.   | 4 травня 1998   | Елваш, Португалія           | Тверде   | Роса Марія Андрес Родрігес | 1–6, 3–6      |
| Поразка   | 3.   | 7 березня 1999  | Албуфейра, Португалія       | Тверде   | Лаура Пена                 | 3–6, 1–6      |
| Перемога  | 2.   | 27 березня 2000 | Понтеведра, Іспанія         | Тверде   | Ванеса Краут               | 6–1, 6–4      |
| Поразка   | 4.   | 8 травня 2000   | Тортоса, Іспанія            | Ґрунт    | Ванеса Краут               | 6–2, 3–6, 1–6 |
| Перемога  | 3.   | 14 вересня 2003 | Мадрид, Іспанія             | Ґрунт    | Аліса Клейбанова           | 6–4, 6–1      |
| Перемога  | 4.   | 13 червня 2005  | Монтемор-у-Нову, Португалія | Тверде   | Лаура Цельдер              | 7–5, 4–6, 6–2 |

### Парний розряд: 4 (0–4)
| Результат | Ранг | Дата           | Турнір             | Покриття | Партнерка            | Суперниці                                    | Рахунок       |
| --------- | ---- | -------------- | ------------------ | -------- | -------------------- | -------------------------------------------- | ------------- |
| Поразка   | 1.   | 10 травня 1993 | Барселона, Іспанія | Ґрунт    | Марія Фернанда Ланда | Кончіта Мартінес Гранадос Клаудія Тімм       | 5–7, 6–1, 2–6 |
| Поразка   | 2.   | 6 травня 1996  | Сантандер, Іспанія | Ґрунт    | Жуана Педрозу        | Марта Кано Нурія Монтеро                     | 4–6, 4–6      |
| Поразка   | 3.   | 13 травня 1996 | Тортоса, Іспанія   | Ґрунт    | Йоланда Клемот       | Ana Gaspar Джина Ніланд                      | 4–6, 2–6      |
| Поразка   | 4.   | 5 липня 1999   | Віго, Іспанія      | Ґрунт    | Патрісія Азнар       | Лурдес Домінгес Ліно Анабель Медіна Гаррігес | 5–7, 1–6      |